# Ivan Vicelich
Ivan Vicelich (hrvaško Ivan Vicelić), novozelandski nogometaš in trener, * 3. september 1976, Auckland, Nova Zelandija.
Vicelich je bivši novozelandski nogometni reprezentant hrvaških korenin. Z ženo Mariso sta starša dveh sinov.